# Lucien Sainte-Rose
Lucien Sainte-Rose (ur. 29 maja 1953 w Fort-de-France) – francuski lekkoatleta, sprinter, mistrz Europy z 1974.
W wieku 19 lat wystąpił na igrzyskach olimpijskich w 1972 w Monachium, gdzie odpadł w półfinale biegu na 200 metrów.
Zdobył złoty medal w sztafecie 4 × 2 okrążenia na halowych mistrzostwach Europy w 1973 w Rotterdamie (sztafeta francuska biegła w składzie: Sainte-Rose, Patrick Salvador, Francis Kerbiriou i Lionel Malingre), a w biegu na 400 metrów odpadł w eliminacjach. 
Zwyciężył w sztafecie 4 × 100 metrów (w składzie: Sainte-Rose, Joseph Arame, Bruno Cherrier i Dominique Chauvelot) na mistrzostwach Europy w 1974 w Rzymie. Zdobył złoty medal w tej samej konkurencji na igrzyskach śródziemnomorskich w 1975 w Algierze (skład sztafety francuskiej: Chauvelot, Gilles Échevin, Arame i Sainte-Rose), a na letniej uniwersjadzie w 1975 w Rzymie zajął 5. miejsce, również w sztafecie 4 × 100 metrów.
Sainte-Rose zajął 7. miejsce w finale sztafety 4 × 100 metrów na igrzyskach olimpijskich w 1976 w Montrealu, 4. miejsce w tej konkurencji na mistrzostwach Europy w 1978 w Pradze oraz zdobył srebrny medal, także w sztafecie 4 × 400 metrów, na igrzyskach śródziemnomorskich w 1979 w Splicie (w składzie: Philippe Lejoncour, Bernard Petitbois, Sainte-Rose i Antoine Richard).
Sainte-Rose był mistrzem Francji w biegu na 100 metrów w 1977 oraz wicemistrzem na tym dystansie w 1973 i 1975, a także mistrzem w biegu na 200 metrów w 1973, wicemistrzem w 1975 i brązowym medalistą w 1978. W hali był wicemistrzem w biegu na 60 metrów w 1979 oraz brązowym medalistą w tej konkurencji w 1973 i 1974.
Rekordy życiowe Sainte-Rose’a:
- bieg na 100 metrów – 10,43 (23 lipca 1977, Nevers)
- bieg na 200 metrów – 20,76 (3 września 1972, Monachium)
- bieg na 400 metrów – 47,1 (1975)